# Sillia ferruginea
Sillia ferruginea är en svampart som först beskrevs av Christiaan Hendrik Persoon, och fick sitt nu gällande namn av Petter Adolf Karsten 1873. Sillia ferruginea ingår i släktet Sillia och familjen Sydowiellaceae.  Arten är reproducerande i Sverige. Inga underarter finns listade i Catalogue of Life.